# En el curso del tiempo
En el curso del tiempo (Im Lauf der Zeit en alemán) es una road movie dirigida por Wim Wenders en el año 1976. Es la tercera parte de la trilogía Road Movie, después de Alicia en las ciudades (1974) y Falso movimiento (1975).

## Argumento
La película trata sobre la relación existente entre dos hombres: Bruno, que recorre el país reparando proyectores cinematográficos, y Robert, un suicida en potencia que se acaba de separar de su mujer. Con el vehículo de Bruno recorren las polvorientas calles de la antigua frontera que separaba a las dos Alemanias. Ambos, solitarios e introvertidos, anhelan la compañía femenina.
Otros temas de la película son la dificultad de comunicarse entre ellos y la americanización de la vida en Alemania.

## Apartado técnico
La película se rodó en blanco y negro en pantalla ancha (1:1,66), y se emplearon 49 000 metros de película, de los cuales se utilizaron en el montaje final 4760. La cámara fue una ARRI 35 BL.

## Premios y nominaciones
- Festival de Cannes 1976: premio FIPRESCI y nominada para la Palma de Oro.

## Trasfondo
Las canciones que suenan en el tocadiscos portátil de Bruno son: The more I see you de Chris Montez, Just like Eddy de Heinz y King of the Road de Roger Miller. En la feria suena So long de Crispian St. Peters.
La producción costó 730 800 marcos. En el documental Weiße Wände del director Mike Schlömer se recorre la antigua frontera de las dos Alemanias veinte años más tarde en busca de los cines que aparecían en la película entre Lüneburg y Hof.
El 17 de febrero de 1976 la película fue clasificada como no adecuada para menores de dieciocho años; el 1 de agosto de 2005 se cambió la clasificación a FSK ab 6 freigegeben (apta para mayores de seis años).